# Ouserkarê Khendjer
Ouserkarê Khendjer est un roi de la XIIIe dynastie. Il est connu pour sa pyramide à Saqqarah.

## Attestations

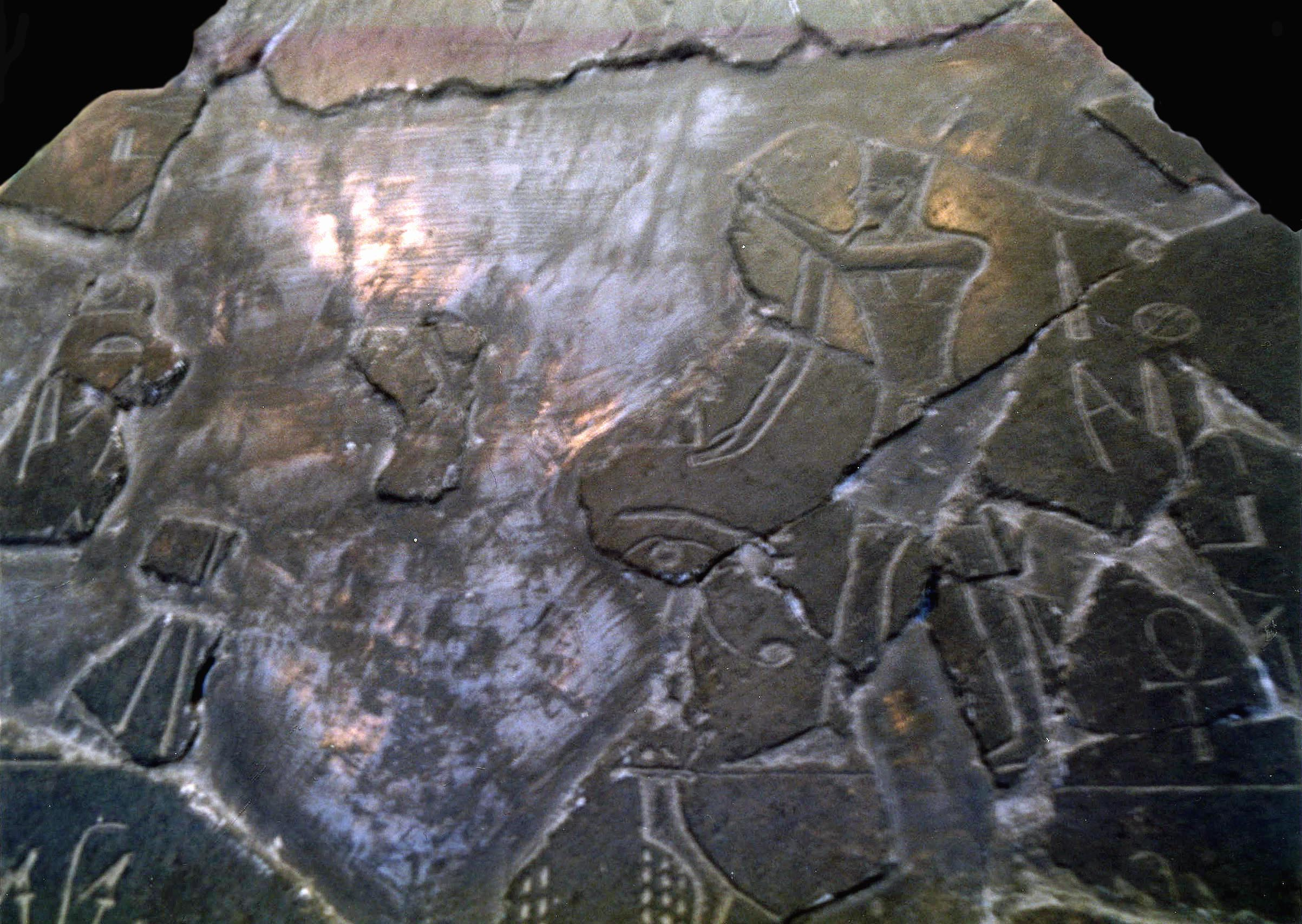
Khendjer faisant des offrandes - Pyramidion de sa pyramide.

Plusieurs attestations du roi sont connues :
- le roi est bien sûr attesté par sa pyramide à Saqqarah dans laquelle ont été retrouvées plusieurs statuettes, aujourd'hui au Caire (JE 54493, JE 53368, RT 9.12.30.1 et RT 9.12.30.2) et son pyramidion, aujourd'hui au Caire également (JE 53045),
- deux plaques votives retrouvées à Licht-Nord, aujourd'hui à New-York (MMA 22.1.1161 et MMA 11.151.289),
- la stèle d'un certain Amény-Séneb provenant d'Abydos, aujourd'hui au Louvre (stèle C11) : elle enregistre les projets de construction du roi au temple d'Osiris à Abydos et nomme le vizir Ânkhou,
- une lame de hache de provenance inconnue (collection Michaelides),
- des sceaux-cylindres et des sceaux scarabées de provenances inconnues (Bâle BSAe 103, Brooklyn 37.109E, Cleveland 14.722, collection Michaelides et collection Northumberland),
- le papyrus de Turin le cite en position 7.20.

Le Lit d'Osiris, et une chapelle monolithique réduite en des centaines de fragments, trouvés dans la tombe de Djer ou proche de celle-ci, pourraient lui appartenir. Les deux monuments ont vu leurs inscriptions mentionnant leur royal commanditaire martelées. Seuls le nom d'Horus, Djedkhépérou, et une partie du nom de Sa-Rê, ...karê, sont certains (cf. Horus Djedkheperou).

## Nom
Le nom Khendjer est peu attesté en égyptien. Il n'est attesté pour les particuliers que sur deux stèles de la même époque que le roi : stèle ABDUA 21642 (Marischal Museum, université d'Aberdeen) et stèle M13635 (World Museum de Liverpool). Le nom de Khendjer est interprété comme un nom étranger hnzr et assimilé au nom personnel sémitique h(n)zr, signifiant sanglier, selon l'égyptologue danois Kim Ryholt. Il note que cette identification est confirmée par le fait que le nom h(n)zr est écrit hzr dans une variante orthographique sur un sceau du roi. Ryholt déclare que le mot sanglier est attesté comme huzīru en akkadien, hinzīr en arabe, hazīrā en araméen, hazīr en hébreu, hu-zi-ri dans les textes de Nuzi, hnzr en ougaritique, et peut-être hi-zi-ri en amorite. Khendjer était donc le premier roi sémite connu d'une dynastie d'origine égyptienne. Le nom de Nesout-bity de Khendjer, Ouserkarê, se traduit par Le Ka de Rê est puissant.
Khendjer, cependant, a peut-être eu un second nom de Nesout-bity lors de son couronnement : Nimaâtrê, ce qui se traduit par Maât appartient à Rê. Ce nom apparaît avec le nom Khendjer au sommet de la stèle d'Amenyseneb (Louvre C11).

## Position chronologique et longueur du règne
Ouserkarê Khendjer succède à Khoutaouyrê Ougaf et précède Smenkhkarê Imyramesha. Longtemps les chercheurs ont cru que son prédécesseur était Sekhemrê-Khoutaouy Sobekhotep du fait que le Canon royal de Turin a très probablement inversé la position des règnes de ce roi avec celle de Khoutaouyrê Ougaf.
Kim Ryholt note que deux notes de contrôle datées sur des blocs de pierre de son complexe de pyramide inachevé lui donnent un règne minimum de quatre ans, trois mois et cinq jours. Ces dates sont 1re année, 1er mois de l'Akhet, 10e jour et 5e année, 4e mois de l'Akhet, 15e jour, cette dernière est la plus haute date attestée pour le règne de Khendjer . Dans ces notes de contrôle, les noms de trois fonctionnaires ayant participé à la construction de la pyramide sont également identifiés. Il s'agit du chambellan du palais, Senebtyfy, du chambellan Ameny et du chambellan Shebenouf, ce dernier étant également attesté par d'autres sources.

## Sépulture

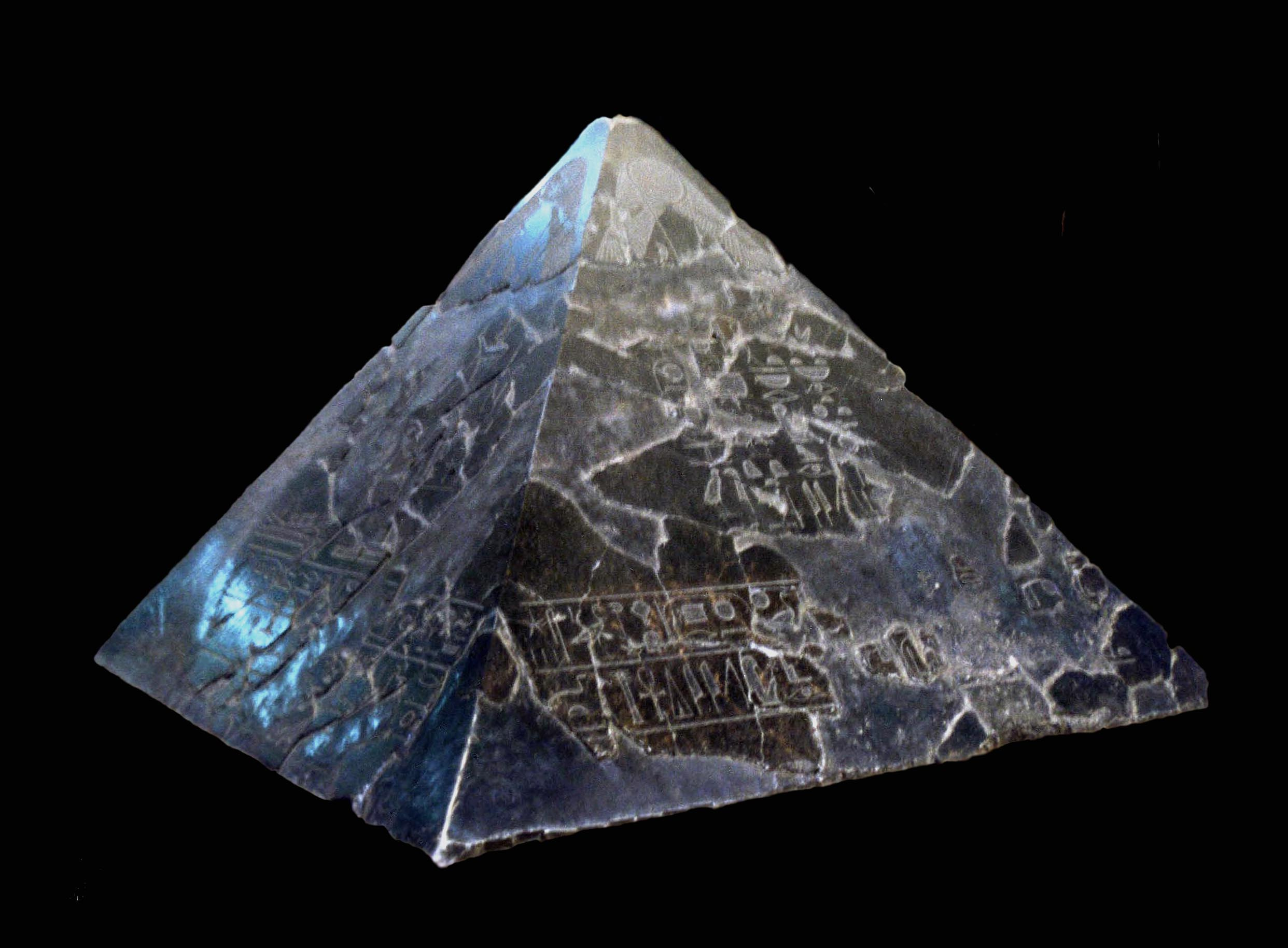
Pyramidion de la pyramide de Khendjer.

On lui attribue une pyramide à Saqqarah. D'une hauteur à l’origine de 37 m, et d’une superficie de 2 756,25 m2, elle se trouve entre la pyramide de Pépi II (VIe dynastie) et de Sésostris III (XIIe dynastie). Découverte en 1929 par Gustave Jéquier, elle est aujourd'hui ruinée et mesure moins d'un mètre. Le noyau est composé de briques crues, et était recouvert de pierres à chaux, qui ont été récupérées par les tailleurs de pierre, dès l'Antiquité, d'où son état aujourd'hui. Les structures souterraines du monument sont en parfait état. L'entrée, se trouvant à l'ouest, était à l'origine pavée, avec une descenderie, avec en son milieu un escalier s'enroulant autour des chambres funéraires. Les herses n'ont jamais été mises en place. La chambre funéraire est constituée d'un monolithe de quartzite formant le sarcophage lui-même.
Le temple funéraire, maintenant en ruine, se trouve à l'est de la pyramide. Seuls quelques débris de colonnes et structure de soulagement ont été retrouvés, ainsi que des morceaux d'un pyramidion en granit noir, avec des hiéroglyphes au nom d'un roi Ouserkarê, peut être le nom de couronnement du roi. Au nord de la pyramide se trouve une chapelle, placée sur une plate-forme, où on accède par deux escaliers. Avec sur le mur nord, une fausse porte en quartzite jaune, entourée par un mur en briques crues. Au nord-est se trouve, une pyramide de culte, qui a servi de tombeau à deux de ses reines, dont Senebhenâs. Non loin se trouvent des tombeaux que l'on pense appartenir à des membres de la famille royale. Le complexe funéraire était fermée par un double mur, l'un sans doute en brique crue et l'autre en pierre de chaux.